# Lancelot Walker
Lancelot Walker – jamajski bokser, brązowy medalista Igrzysk Ameryki Środkowej i Karaibów z roku 1938.